# KV Kortrijk in het seizoen 2006/07
KV Kortrijk kwam in het seizoen 2006/07 uit in de Belgische Tweede Klasse. Het eindigde op de derde plaats, in de eindronde eindigde het laatste.
KV Kortrijk kende een magere start. De club moest het stellen met een smalle kern en beëindigde de eerste periode op een gedeelde negende plaats. In deze periode was de jonge Nicolas Gezelle de revelatie. Hij scoorde zes doelpunten in de eerste zes wedstrijden. Het sloot de heenronde af met 28 punten op de vierde plaats. In de tweede periode strandde Kortrijk op één punt van periodekampioen Antwerp.
Kortrijk bereikte de kwartfinales van de Beker van België na FCN Sint-Niklaas, White Star Lauwe, FC Brussels, Sint-Truidense VV eerder uitgeschakeld te hebben. De club strandde in de kwartfinales waar het werd uitgeschakeld door Club Brugge.
KV Kortrijk kwam in april vaak in het nieuws, want de club ging niet akkoord met scheidsrechter Stijn Hutsebaut, die tijdens Tubeke - KV Kortrijk 8 gele kaarten voor Kortrijk trok. Zo miste Kortrijk enkele spelers voor de daaropvolgende topper tegen Mechelen. Er werd ook een rechtszaak aangehaald, maar het leverde niets op. Nadat Kortrijk het voorgaande seizoen de eindronde had gemist, verzekerde de ploeg zich op de 33ste speeldag wel van een eindrondeplaats. In die eindronde haalde Kortrijk geen punten.

## Ploegsamenstelling

### A-kern
| Nr. | Naam                 | Positie               | Nationaliteit  |
| --- | -------------------- | --------------------- | -------------- |
| 1   | Kurt Vandoorne       | Doelman               | België         |
| 2   | Nicolas Timmermans   | Flankverdediger       | België         |
| 3   | Stéphane Demets      | Centrale verdediger   | België         |
| 4   | Vincent Provoost     | Centrale middenvelder | België         |
| 5   | Mehdi Makhloufi      | Centrale middenvelder | Frankrijk      |
| 6   | Jimmy Hempte         | Flankverdediger       | België         |
| 7   | Ivica Jarakovic      | Spits                 | Servië         |
| 8   | Jo Vermast           | Spits                 | België         |
| 9   | Aloys Nong           | Spits                 | Kameroen       |
| 10  | Christian Landu-Tubi | Spits                 | Congo-Kinshasa |
| 11  | Bas Vervaeke         | Flankspeler           | België         |
| 14  | Emir Ujkani          | Centrale verdediger   | België         |
| 16  | Bram De Ly           | Centrale verdediger   | België         |
| 17  | Brecht Verbrugghe    | Centrale verdediger   | België         |
| 18  | Daniel Calvo         | Centrale middenvelder | Spanje         |
| 19  | Xavier Chen          | Flankverdediger       | België         |
| 20  | Jessy Lebsir         | Spits                 | België         |
| 21  | Nicolas Gezelle      | Spits                 | België         |
| 22  | Tim Claerhout        | Flankverdediger       | België         |
| 24  | Peter Mollez         | Doelman               | België         |
| -   | Rob Claeys           | Flankspeler           | België         |

### Technische staf
- Hein Vanhaezebrouck (hoofdtrainer)
- Johan Devolder (assistent-trainer)
- Patrick Santelé (keeperstrainer)

2006/07 ·
2007/08 ·
2008/09 ·
2009/10 ·
2010/11 ·
2011/12 ·
2012/13 ·
2013/14 ·
2014/15 ·
2015/16 ·
2016/17 ·
2017/18 ·
2018/19 ·
2019/20 ·
2020/21 ·
2021/22 ·